# Reprezentacja Francji w hokeju na trawie mężczyzn
Reprezentacja Francji w hokeju na trawie mężczyzn  jest jednym z silniejszych zespołów narodowych w Europie. Wielokrotny uczestnik Igrzysk Olimpijskich (czwarte miejsce w 1920 roku) i czterokrotny Mistrzostw świata. Trzykrotnie piąty zespół Mistrzostw Europy, brązowy medalista Halowych mistrzostw świata w 2003 roku.
Reprezentacja Francji raz uczestniczyła w zawodach Champions Trophy zajmując w 1992 roku 6. miejsce.

## Osiągnięcia

### Igrzyska olimpijskie
- 6. miejsce - 1908
- 4. miejsce - 1920
- 5-9. miejsce - 1928
- nie startowała - 1932
- 4. miejsce - 1936
- 5-13. miejsce - 1948
- 9. miejsce - 1952
- nie startowała - 1956
- 10. miejsce - 1960
- nie startowała - 1964
- 10. miejsce - 1968
- 12. miejsce - 1972
- nie startowała - 1976
- nie startowała - 1980
- nie startowała - 1984
- nie startowała - 1988
- nie startowała - 1992
- nie startowała - 1996
- nie startowała - 2000
- nie startowała - 2004
- nie startowała - 2008
- nie startowała - 2012
- nie startowała - 2016
- nie startowała - 2020
- 11. miejsce - 2024

### Mistrzostwa świata
- 7. miejsce - 1971
- nie uczestniczyła - 1973
- nie uczestniczyła - 1975
- nie uczestniczyła - 1978
- nie uczestniczyła - 1982
- nie uczestniczyła - 1986
- 7. miejsce - 1990
- nie uczestniczyła - 1994
- nie uczestniczyła - 1998
- nie uczestniczyła - 2002
- nie uczestniczyła - 2006
- nie uczestniczyła - 2010
- nie uczestniczyła - 2014
- 8. miejsce – 2018
- 13. miejsce – 2023

### Mistrzostwa Europy
- nie uczestniczyła - 1970
- 6. miejsce - 1974
- 7. miejsce - 1978
- 6. miejsce - 1983
- 11. miejsce - 1987
- 6. miejsce - 1991
- 12. miejsce - 1995
- 7. miejsce - 1999
- 5. miejsce - 2003
- 5. miejsce - 2005
- 6. miejsce - 2007
- 6. miejsce - 2009
- 8. miejsce - 2011
- nie uczestniczyła - 2013
- 7. miejsce - 2015
- nie uczestniczyła - 2017
- nie uczestniczyła - 2019
- 6. miejsce - 2021
- 5. miejsce - 2023
- 4. miejsce - 2025

### Halowe mistrzostwa świata
- 3. miejsce - 2003
- nie startowała - 2007
- nie startowała - 2011
- nie startowała - 2015
- nie startowała - 2018
- nie startowała - 2023
- nie startowała - 2025